# Leila Nachawati
Leila Nachawati Rego (Santiago de Compostela, 1978) es una escritora y doctora en comunicación galaico-siria, experta en Oriente Medio, defensora de los derechos humanos y de la libertad de expresión.

## Trayectoria
Hija de padre damasquino y madre gallega, Nachawati estudió Filología Inglesa en la Universidad de Santiago de Compostela. Posteriormente, vivió tres años en Kansas (Estados Unidos) donde estudió Crítica Literaria, y después volvió a España donde se licenció en Filología Árabe y cursó un Master en Cooperación Internacional al Desarrollo en la Universidad de Granada. Es profesora de Comunicación en la Universidad Carlos III de Madrid (UC3M), donde imparte clases de Periodismo Internacional, Violencia en los Medios, y Comunicación y Participación Ciudadana en la Red.
Forma parte de la Asociación para el Progreso de las Comunicaciones como responsable de relación con medios. Nachawati también es cofundadora del medio Syria Untold, una plataforma global de medios independientes creada en 2012 en Beirut.
En 2016, Nachawati publicó su primera novela Cuando la revolución termine, republicada en 2025 por Pepitas de Calabaza, en la que recrea los acontecimientos vividos en Siria desde la Primavera Árabe. Colabora con varios medios de comunicación extranjeros como Global Voices o la emisora catarí Al-Jazeera, y también medios españoles como El Mundo o eldiario.es.

## Obra
- 2016 – Cuando la revolución termine. ISBN 9788469787380.[11]